# Расторгуев, Алексей Дмитриевич
Алексе́й Дми́триевич Расторгу́ев (07.02.1830 — 25.03.1895) — московский купец 1-й гильдии, потомственный почетный гражданин, благотворитель.

## Биография
Родился в 07.02.1829 в семье московского купца Дмитрия Ивановича Расторгуева.
В 1850-е гг. числился в старообрядцах беспоповского согласия по Преображенскому кладбищу, затем — православный.
Совладелец торгового дома купцов 1-й гильдии «Д. и А. Расторгуевы», основанного в 1865 г. Занимался торговлей чаем, сахаром и колониальными товарами.
В 1872 г. была основана кондитерская фабрика на Солянке.
С 1868 г. староста Богородицкой, что в бывшем пересыльном замке, церкви.
С 1869 г. эксперт Московской таможни, директор Московского попечительного о тюрьмах Комитета.
В 1871—1873 гг. состоял гильдейским старостой в Купеческой управе.
В 1873—1888 гг. выборный от Московского купечества и выборный Московского биржевого общества.
В 1875—1879 гг. член Московской городской думы.
В 1876 году А. Д. Расторгуев отдал 40 тысяч рублей для ремонта церкви Св. Николая Чудотворца, что на Болвановке.
В 1877—1881 и 1885—1888 гг. гласный Московской городской думы.
В 1889 г. на средства А. Д. Расторгуева была отремонтирована церковь Николая Чудотворца в Подкопаях.
В 1890—1900-х гг. староста церкви Рождества Богородицы на Кулишках (на Стрелке). На средства А. Д. Расторгуева храм был отремонтирован и украшен тремя новыми иконостасами и росписями.
А. Д. Расторгуев неоднократно жертвовал на Валаамский монастырь, монастыри Афона и другие храмы, пустыни и обители.

## Семья
Жена — Вера Петровна, урожденная Кротова.
Дети — Елизавета, в замужестве Селивановская (р.11.09.1853), Дмитрий (р.11.09.1855), Петр (12.10.1856-02.11.1856), Варвара, в замужестве Гарденина (р.07.11.1859), Сергей (р.19.10.1861), Петр (р.08.07.1863), Александра, в замужестве Филиппова (р.19.03.1865), Вера, в замужестве Сытова (р.28.09.1869), Марья, в замужестве Грачева (р.24.06.1871), Надежда, в замужестве Мухина (р.15.06.1873), Алексей (р. 30.01.1877).

## Адреса
- Дом с атлантами на Солянке в Москве.